# Mont Veyrier (Québec)
Pour le sommet situé dans les Alpes françaises, voir Mont Veyrier.
Le mont Veyrier dont le pic le plus élevé culmine à 1 104 m d'altitude, est le plus haut sommet des monts Groulx, une chaîne de montagnes du massif des Laurentides, dans la région de la Côte-Nord, au Québec (Canada).
Il a été nommé en l'honneur de la commune de Veyrier, dans le canton de Genève en Suisse, lieu de naissance du prêtre-missionnaire oblat Louis Babel (1826-1912), chargé d'évangéliser les Montagnais et les Naskapis.